# Nationale Vergadering (Burundi)
De Nationale Vergadering (Frans: Assemblée nationale) is het lagerhuis van het parlement van Burundi en telt 123 leden, waaronder 100 rechtstreeks gekozen leden en 23 gecoöpteerde leden.
De verkiezingen vinden om de vijf jaar plaats via de Methode-D'Hondt (kiessysteem met evenredige vertegenwoordiging). Grootste partij in de Nationale Vergadering is het Conseil national pour la défense de la démocratie-Forces de défense de la démocratie (CNDD-FDD), een Hutu-nationalistische partij, die beschikt over een ruime meerderheid. Voorzitter van de Nationale Vergadering is Gélase Daniel Ndabirabe (CNDD-FDD) die sinds 2020 in functie is.
Het hogerhuis van het parlement is de Senaat (Sénat).

## Zetelverdeling

Zetelverdeling na de verkiezingen van 2020